# Baldengadhi
Baldengadhi (nepalski: बल्डेङगढी) – gaun wikas samiti w zachodniej części Nepalu w strefie Lumbini w dystrykcie Palpa. Według nepalskiego spisu powszechnego z 2001 roku liczył on 372 gospodarstw domowych i 2028 mieszkańców (1052 kobiet i 976 mężczyzn).